# René Wolff
René Wolff, né le 4 avril 1978 à Erfurt, est un coureur cycliste sur piste et entraineur allemand. Durant sa carrière de coureur, il est champion du monde de la vitesse par équipes en 2003, puis champion olympique de cette discipline l'année suivante. En 2005, il devient champion du monde de vitesse individuelle. 
Après sa carrière de cycliste, il devient entraineur dans les disciplines du sprint sur piste.

## Biographie
René Wolff commence le cyclisme en 1987 à l'âge de huit ans. En 1995 et 1996, il est champion du monde de vitesse individuelle juniors (moins de 19 ans). En 1999, il devient  champion d'Europe de vitesse individuelle, puis champion d'Allemagne du keirin en 2001.
En 2002, il est médaillé de bronze du keirin aux mondiaux. En 2003, il est champion du monde de vitesse par équipes avec Carsten Bergemann et Jens Fiedler et médaillé de bronze du tournoi de vitesse. La même année, il réalise un triplé aux championnats d'Allemagne. En 2004, il est champion olympique de vitesse par équipes avec Stefan Nimke et Jens Fiedler aux en Jeux d'Athènes. Il décroche également la médaille de bronze de la vitesse individuelle. En 2005, il devient champion du monde de vitesse individuelle à Los Angeles en battant Mickaël Bourgain en finale. Il est le cinquième allemande à décrocher ce titre.
Il connait ensuite deux saisons plus difficiles et met fin à sa carrière en mai 2007, à 29 ans. Il évoque notamment un manque de perspectives et des désaccords avec la Fédération allemande de cyclisme.
En 2010, il est nommé entraîneur de l'équipe nationale néerlandaise sur piste pour les disciplines du sprint. En novembre 2016, son contrat est prolongé de quatre ans. Finalement, en août 2018, après huit ans aux Pays-Bas, il déménage en Nouvelle-Zélande, où il occupe le même poste jusqu'en décembre 2021. Il démissionne de son poste après des Jeux olympiques à Tokyo décevant, marquée par une scission avec les coureurs en raison de son management sur l'épreuve de vitesse par équipes,. En janvier 2022, il succède à Hugo Haak comme entraineur national du sprint aux Pays-Bas. Il retrouve un poste qu'il avait déjà occupé jusqu'en 2018, mais a cette fois sous ses ordres des sprinteurs qui dominent les compétitions internationales depuis plusieurs années. Sous ses ordres les sprinteurs néerlandais continuent leur domination, même si lors des mondiaux 2022, il oublie d'inscrire Hetty van de Wouw lors de la vitesse par équipes, ce qui la prive d'une médaille. De plus, lors de ces mondiaux, le trio de vitesse par équipes masculin est battu pour la première fois en quatre ans sur une grande compétition internationale. Son contrat n'est finalement pas renouvelé le 1er février 2023, à un an et demi des Jeux olympiques de Paris. Il est révélé que son remplacement par Mehdi Kordi est dû à la perte de confiance des sprinteurs, qui le considéraient comme un bon entraîneur pour progresser, mais pas pour le très haut niveau,.

## Vie privée
René Wolff a étudié la littérature et la philosophie. Il a deux enfants d'un premier mariage. Pendant qu'il travaillait aux Pays-Bas, il a vécu et travaillé à Apeldoorn. Il est en couple avec l'ancienne sprinteur néerlandaise Willy Kanis. Le couple a eu un fils en 2014.

## Palmarès

### Jeux olympiques
- Athènes 2004
  -  Champion olympique de vitesse par équipes (avec Stefan Nimke et Jens Fiedler)
  -  Médaillé de bronze de la vitesse individuelle

### Championnats du monde
- 2002
  -  Médaillé de bronze du keirin
- 2003
  -  Champion du monde de vitesse par équipes (avec Carsten Bergemann et Jens Fiedler)
  -  Médaillé de bronze de la vitesse individuelle
- 2005
  -  Champion du monde de vitesse individuelle
  -  Médaillé de bronze de la vitesse par équipes (avec Stefan Nimke et Matthias John)

### Championnats du monde juniors
- 1995
  -  Champion du monde de vitesse individuelle juniors
- 1996
  -  Champion du monde de vitesse individuelle juniors

### Coupe du monde
- 1997
  - 1er de la vitesse à Copenhague
- 1999
  - 3e de la vitesse par équipes à Frisco
- 2000
  - 3e de la vitesse à Copenhague
- 2002
  - Classement général de la vitesse
  - 1er de la vitesse à Monterrey
  - 2e de la vitesse par équipes à Monterrey
  - 3e de la vitesse par équipes à Moscou
- 2003
  - 1er de la vitesse à Sydney
  - 3e de la vitesse par équipes à Sydney
- 2004
  - 1er de la vitesse par équipes à Moscou (avec Jens Fiedler et Carsten Bergemann)
  - 2e de la vitesse à Moscou
- 2004-2005
  - 1er du keirin à Manchester
- 2005-2006
  - 3e du keirin à Sydney

### Championnat d'Europe
- 1999
  -  Champion d'Europe de vitesse individuelle

### Championnats nationaux
- 2001
  -  Champion d'Allemagne du keirin
- 2003
  -  Champion d'Allemagne du keirin
  -  Champion d'Allemagne de vitesse individuelle
  -  Champion d'Allemagne de vitesse par équipes (avec Matthias John et Michael Seidenbecher)
- 2004
  -  Champion d'Allemagne du keirin